# Pardosa leucopalpis
Pardosa leucopalpis este o specie de păianjeni din genul Pardosa, familia Lycosidae, descrisă de Gravely în anul 1924. Conform Catalogue of Life specia Pardosa leucopalpis nu are subspecii cunoscute.